# ANCMECA

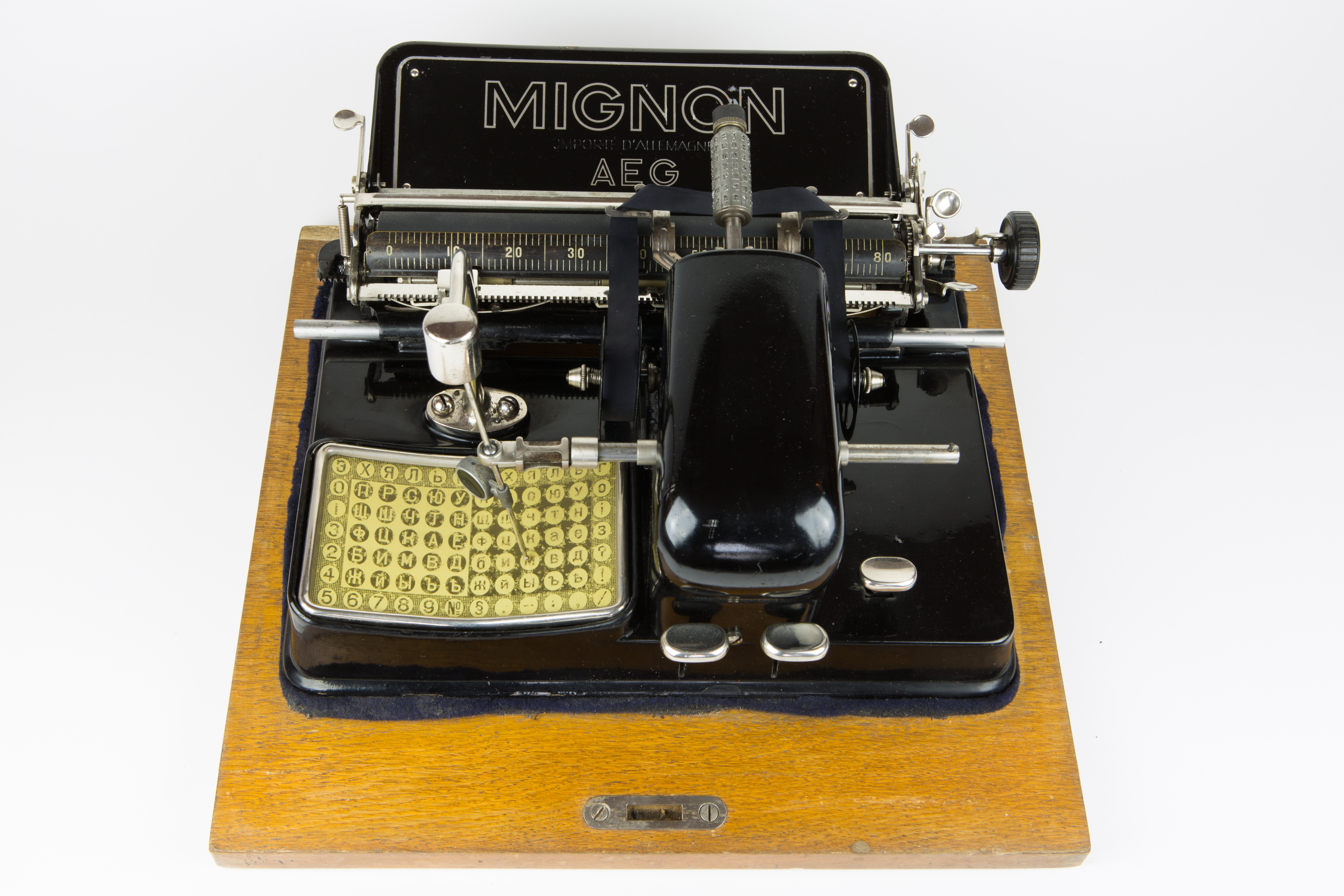
Schreibmaschine Mignon (1906)

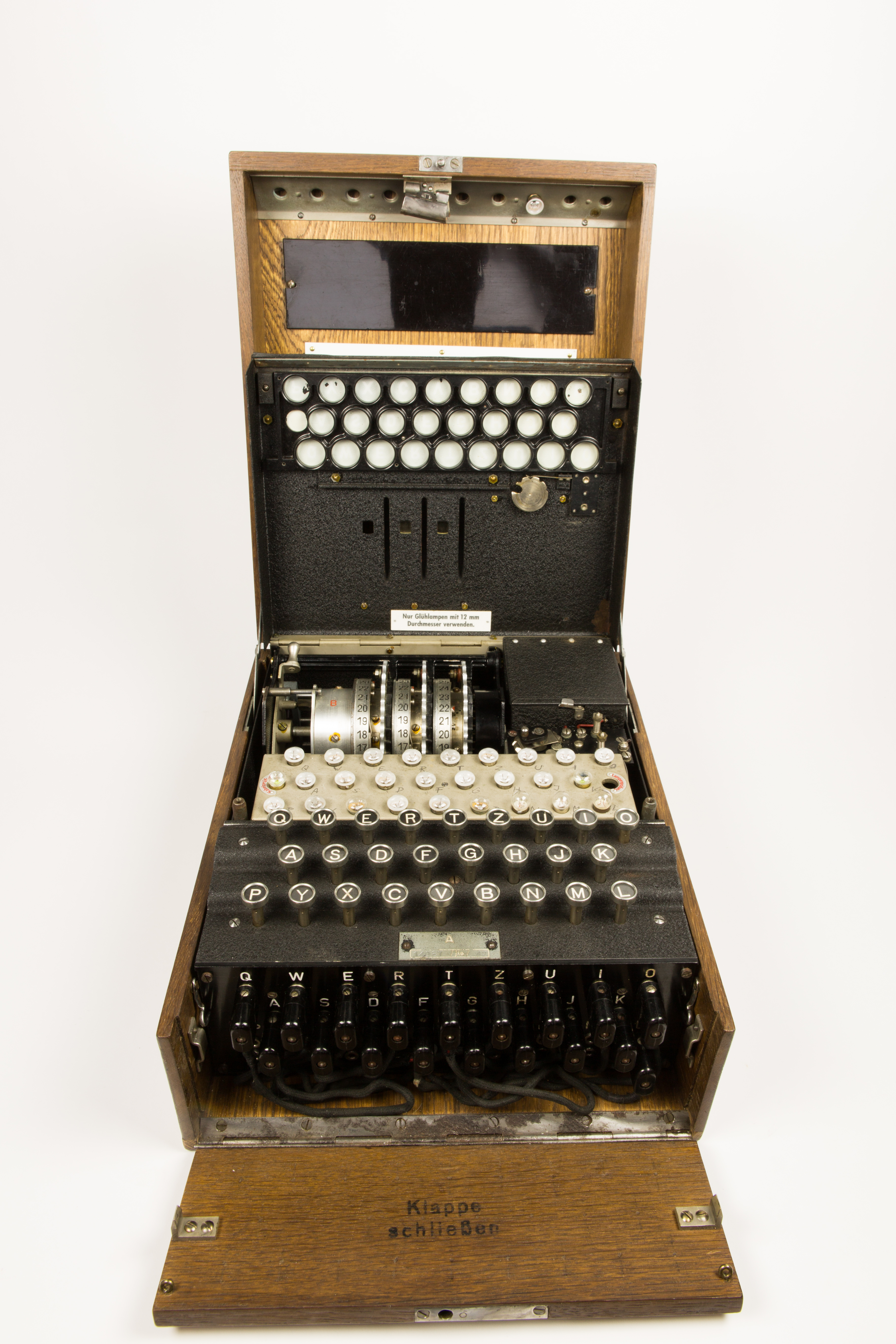
Chiffriermaschine Enigma I (1942)

ANCMECA (Eigenschreibweise auch ancmeca) steht für Association Nationale des Collectionneurs de Machines à Ecrire et à Calculer mécaniques (deutsch „Nationaler Verein der Sammler von Schreibmaschinen und mechanischen Rechenmaschinen“). Dieser französische Verein hat seinen Sitz in La Grange – La Sarazinière in La Poitevinière, etwa 50 km östlich von Nantes.

## Geschichte
Gegründet wurde der Verein 1993 von Maxime Cunin und François Babillot mit dem Ziel, gleichgesinnte Sammler zusammenzubringen und das wissenschaftliche und technische Erbe dieses speziellen Gebietes der Feinmechanik und des dazugehörigen Ausbildungsberufs des Feinwerkmechanikers zu bewahren. Gleichzeitig will er dazu beitragen, die schöpferische Phantasie und Kreativität der Menschen zu fördern.
Der Verein ist, anders als sein Name Association nationale angibt, eine internationale Vereinigung, die mehr als hundert Mitglieder mit unterschiedlichen Berufen nicht nur aus Frankreich, sondern auch aus Belgien, den Niederlanden, Deutschland, der Schweiz, Italien, Spanien und Großbritannien zusammenbringt und steht allen offen, die sich für die Sache engagieren wollen.

## Exponate
Neben einer Vielzahl von historischen Schreibmaschinen und Rechenmaschinen gehört zu den Sammlerstücken auch eine Rotor-Chiffriermaschine Enigma I, die von der deutschen Wehrmacht im Zweiten Weltkrieg eingesetzt wurde.